# CEFORA
CEFORA (viết tắt của Ủy ban Nghiên cứu Hiện tượng UFO Cộng hòa Argentina) là một tổ chức được các nhóm nghiên cứu UFO khác nhau thành lập ở Argentina. Mục đích chính là giải mật tất cả các hiện tượng UFO liên quan tại Argentina. Tổ chức này do giới UFO học người Argentina nghiêm túc hình thành trong một hội nghị ở Victoria, Entre Rios.
CEFORA là tổ chức bảo trợ cho các nhóm và nhà nghiên cứu UFO ở Argentina.  Tổ chức này từng đề nghị những người đứng đầu Bộ Quốc phòng, Phủ Tổng thống và Hạ viện rằng họ phải giải mật tất cả thông tin liên quan đến hoạt động của UFO ở Argentina. Giám đốc của tổ chức là Silvia Pérez Simondini. Simondini còn điều hành Bảo tàng UFO Visión OVNI ở thành phố Entre Ríos của bang Victoria.